# Словацький технічний музей
Словацький технічний музей (словац. Slovenské technické múzeum) — музей технічної спрямованості у словацькому місті Кошиці. Його експозиція знайомить з розвитком науки, виробництва, технології, транспорту та промисловості в Словаччині, представляє внесок Словаччини та її діячів у розвиток світової науки і техніки. Музей має планетарій, зал електричних розрядів, інтерактивну експозицію науково-технічного центру для дітей та молоді, а також кілька філіалів в різних містах Словаччини.

## Історія
Тимчасовий статут Технічного музею було видано у 1947 році, а наступного року для відвідувачів відкрились перші експозиції музею. Засновником і першим директором музею був видний словацький музейний діяч Штефан Буткович. У 1983 році музей було перейменовано в Словацький технічний музей.
Словаччина традиційно була одним з найбільш індустріалізованих регіонів Угорського королівства і, зокрема, до кінця XVIII століття була одним з європейських лідерів у видобутку та переробці корисних копалин, так що однією з причин створення музею була потреба збереження та документування давніх технічних традицій Словаччини. Зокрема, музей виконує роботу з реставрації технічних пам'яток та досліджує внесок Словаччини та її діячів у розвиток світової науки і техніки.

## Колекція
В музейній експозиції представлені гірнича справа, металургія, ковальство, годинникарство, машинобудування, електротехніка, геодезія і картографія, фото- і кінематографічна техніка, промисловий дизайн, офісне обладнання, поліграфія, залізничний і морський транспорт, автомобільний транспорт, авіація і авіатехніка, енергетика, текстильне обладнання, медична техніка. Наукові відділи мають колекції історичних приладів з фізики, хімії та астрономії. Всього в музеї зібрано понад 36 тисяч експонатів. Також музей управляє нерухомими пам'ятками техніки, такими як Музей Солівар у Пряшові, Висока піч Кароль біля Влахова, Гамор у Медзеві.

## Будівля
Будівля, в якій розташований Словацький технічний музей, є пам'яткою архітектури. Вона стоїть на місці чотирьох готичних міщанських будинків XIII століття (Палац генерального капітанства Верхньої Угорщини), перебудованих у XVIII столітті в стилі терезіанського класичного бароко. З 1654 року цей будинок був традиційною резиденцією найвищих угорських військових сановників під час їхнього перебування в Кошицях, відтоді комплекс називався Капітанським будинком Верхньої Угорщини або палацом Ракоці.

## Відділення
Крім головної будівлі на Головній вулиці в Кошицях, музей має кілька філіалів:
- Музей транспорту[sk] в Братиславі
- Музей авіації в Кошицах[sk] в Кошицах
- Музей Петцвала в Спиській Белі[sk]
- Музей кінематографії родини Шустерів[sk] у Медзеві
- Гамор[sk] у Медзеві
- Музей Солівар[sk] у Пряшові
- Каштель[sk] в Будимірі
- Висока піч Кароль[sk] у Влахові

|                             |
| Відділення в Спішській Белі |

|                                          |
| Частина музею авіації в аеропорту Кошиці |

|                    |
| Каштель в Будимирі |

|                                       |
| Частина Музею транспорту в Братиславі |

|                         |
| Музей Солівар в Пряшові |

## Планетарій
Планетарій у музеї діє з 1975 року. Він розташований в залі круглої форми діаметр 8 метрів, розрахованому на 42 місця. Проєктор ZKP-II виробництва Carl Zeiss дозволяє демонструвати зоряне небо, планети, Сонце, Місяць, Чумацький Шлях, а для демонстрації різних астрономічних явищ використовуються додаткові проєктори. Програми для шкільних груп доповнюються переглядом астрономічних фільмів, а для дітей — переглядом казок на астрономічну тематику.

## Ресурси
- Словацький технічний музей на сайті muzeum.sk
- Словацький технічний музей на cassovia.sk
- STM — головна сторінка